# 565 (číslo)
Pět set šedesát pět je přirozené číslo. Následuje po čísle pět set šedesát čtyři a předchází číslu pět set šedesát šest. Římskými číslicemi se zapisuje DLXV a řeckými číslicemi φξε.

## Matematika
565 je:
- Deficientní číslo
- Poloprvočíslo
- Palindromické číslo
- Šťastné číslo

## Astronomie
- (565) Marbachia je planetka hlavního pásu, kterou objevil v roce 1905 Max Wolf

## Roky
- 565
- 565 př. n. l.